# 李贞 (少将)
李贞（1908年2月—1990年3月11日），湖南浏阳人，中国人民解放军少将。上将甘泗淇之妻。第一、第二届全国妇联执委，第三、第四届全国妇联常委，第五届全国人大常委会委员，中共中央顾问委员会委员。

## 生平

### 早年生涯
李贞出生在湖南省浏阳县永和市镇小板桥乡一个农民家庭，一共6个孩子，六岁时成为童养媳，父亲在最小的妹妹出生两天后病逝。

### 国共内战
随着大革命在1926年浪潮席卷而来，18岁的李贞开始参加社会活动，同年10月，北伐军进入浏阳，李贞带领妇女为北伐军搞宣传、做军鞋、筹粮食，但是受到婆婆和丈夫的刁难，她搬出来住到了区上。1927年初，李贞加入中国共产党，同年毛泽东领导秋收起义，攻打浏阳县城时，李贞参加部队，四一二反革命政变后，李贞被列入黑名单，政府去古天顺家逼其交出妻子李贞，古家不得已送给李家一纸休书。同年10月，王首道、张启龙接到中共湖南省委的指示，来到浏阳东乡，准备建立党组织，他们一起建立了中共浏阳特别支队和浏东游击队，李贞出任游击队的士兵委员会委员长，张启龙出任中共浏阳县委宣传部部长兼浏东游击队政委。不久之后，国民政府杀害了张启龙的父亲、叔父、堂弟、妻子、女儿，为了安抚张启龙和报答张启龙对自己的关爱，李贞给他做饭菜、洗衣服、做布鞋，两人的感情从革命友谊开始升华为爱情。1928年5月，张启龙带着一名游击队员去湘东特委开会，在观音塘被国民党团防局团丁逮捕，次日，李贞率领游击队员假扮迎亲队伍，攻打团防局，救出了张启龙，几天后，两人举行了婚礼，婚后不久，李贞怀孕，但是在一次战斗中流产，之后，李贞调到地方工作，张启龙调任中共湘东特委书记。1931年秋季，湘赣省委成立，张启龙出任中共湘赣省委常委兼湘赣省苏维埃政府副主席、省军事部部长，同时组建了湘赣边区红军妇女团，李贞出任政委。1933年2月，肃反行动爆发，张启龙被撤销一切职务，开除党籍，新上任的省委书记刘士杰逼迫张启龙离婚，张启龙不得已在离婚书上签字。1934年11月，任弼时夫人陈琮英给李贞和甘泗淇做媒，两人开始认识。后来，李贞出任红六军团政治部组织部部长，甘泗淇出任政治部主任兼代政委。1935年元旦，由任弼时主婚，两人结婚，婚后两人有一个儿子，但是刚刚出生10几天的孩子在长征途中夭折。李贞出任红二方面军政治部组织部副部长，参加长征。

### 抗日战争
抗日战争时期，李贞先后任八路军妇女学校校长、120师教导团组织科科长、师直属政治处主任、陕甘宁晋绥联防军政治部组织部组织科科长、晋绥军区政治部秘书长、西北野战军政治部秘书长、西北军区政治部秘书长。
第二次国共内战期间，担任晋绥军区政治部秘书长、西北军区政治部秘书长。

### 新中国时期
1951年，李贞担任中国人民志愿军政治部秘书长；1953年，任军委防空军政治部干部部部长；1955年，授少将军衔，是中华人民共和国开国将军中唯一的一名女性。后担任中国人民解放军军事检察院副检察长。1975年，任解放军总政治部组织部顾问。1988年，授予一级红星功勋荣誉章。
中共七大候补代表、八大代表，十三大特邀代表，第十二届中央顾问委员会委员，第一至三届全国人大代表，第五届全国人大常委会委员，第一届全国政协委员，第一、二届全国妇联执委，第三届、四届全国妇联常委。

## 著作
李贞自述，载《女英自述》1988年11月江西人民出版社。回忆长征之前的个人成长经历。

## 家庭
李贞是家中的第六个女儿，六岁时，李贞成为古家的童养媳。十六岁时，与丈夫古天顺正式成婚。1928年，因被國民政府通缉而被丈夫休弃。1932年经组织批准，与张启龙结婚，不久被迫离婚。1935年与甘泗淇结婚。长征中，李贞早产生下两人的独子，最终孩子早夭。

### 引用
1. 1 2 3 4  吴志菲. . 人民网，来源：《大地》(2003年第二十三期).   [2012-09-27]. （原始内容存档于2015-07-08）.
2. 1 2 3 4 5 6 7 8 9 10 11 12 13  何立波. . 《老年人》 (湖南省长沙市: 老年人杂志社). 2012, 第5期: 38–39. ISSN 1007-2616.
3. ↑  . 千龙网.   [2012-04-28]. （原始内容存档于2015-07-09）.
4. ↑  . 新华网.   [2012-04-28]. （原始内容存档于2017-05-22）.